# 1130年代
| 千纪： | 2千纪                                                                                            |
| 世纪： | 11世纪 \| 12世纪 \| 13世纪                                                                       |
| 年代： | 1100年代 \| 1110年代 \| 1120年代 \| 1130年代 \| 1140年代 \| 1150年代 \| 1160年代                 |
| 年份： | 1130年 \| 1131年 \| 1132年 \| 1133年 \| 1134年 \| 1135年 \| 1136年 \| 1137年 \| 1138年 \| 1139年 |

## 大事记
- 1130年—1137年，金国以刘豫为傀儡皇帝，建立伪齐，统治华北。
- 1130年，钟相杨么起兵反宋。
- 1130年，富平之战。
- 1131年，和尚原之战。
- 1134年，岳飛第一次北伐。
- 1136年，岳飛第二次北伐。
- 1136年，岳飛第三次北伐。
- 1139年，葡萄牙王國建立。

## 出生
- 朱熹（1130年），古代哲學家。
- 薩拉丁（1138），阿尤布王朝第一位蘇丹。

## 逝世
- 宋徽宗（1135年），宋朝皇帝。
- 金太宗（1135年），金朝皇帝。